# YO Mobile
YO Mobile es un proveedor de telefonía móvil en México, que ofrece servicios de comunicación celular bajo la modalidad prepago, con paquetes predefinidos según el interés del público.
Anteriormente, existió esta empresa bajo la red de Altán Redes, hasta su fin en 2022, luego, en 2023 volvería como Operadora Móvil Virtual de AT&T México, ahora bajo el nombre YO México, y en 2024 volvería a usar su nombre YO Mobile.

## Historia
YO Mobile fue lanzada en 2020, con sede en New York, Yonder Media Mobile, Inc.

Lamentablemente, YO Mobile duró muy poco tiempo, ya que el 10 de noviembre de 2022, Altán Redes daba por finalizado el contrato de renta de espectro a YO Mobile debido a falta de pago, y al día siguiente, el 11 de noviembre del mismo año, mediante redes sociales, Yo Mobile anunciaba su cese de operaciones, esto por problemas financieros y laborales derivados del conflicto Rusia-Ucrania, ya que sus empleados, así como sus inversores residían o se encontraban laborando en Rusia y Bielorrusia, y semanas atrás había presentado varios problemas de servicio, tales como saldo no reflejado, señal muerta, números cancelados, entre muchos otros.

## Regreso como YO México y cambio a su nombre original
Durante 2023, se daban rumores de que la empresa volvería, y fue confirmado el 14 de septiembre de ese mismo año, anunciando su regreso, ahora, bajo la marca YO México, y en la red de AT&T.
A diferencia de su versión anterior, que te permitía comprar paquetes modulares, ahora solamente te permitía contratar paquetes definidos, ofreciéndote cierta cantidad de GB, minutos y mensajes, por un precio significativamente elevado a comparación de cuando se encontraba con Altán Redes.
El día 9 de julio de 2024, anunció un cambio en su nombre comercial, regresando a su nombre original de 2018, YO Mobile, y, a raíz de ello, llevar el eslogan La Red Confiable.
Para el 11 de octubre, las redes sociales de la operadora, sufrieron una eliminación masiva de contenido, dejando solamente medios en inglés, con la pregunta Can you keep a secret? (¿Puedes guardar un secreto?), y adaptando un eslogan nuevo, borderless network+ (red sin fronteras).